# Gaoyang, Chongqing
Gaoyang (kinesiska: 高阳) är en köping i sydvästra Kina. Den ligger i Yunyang härad i storstadsområdet Chongqing, omkring 260 kilometer nordost om det centrala stadsdistriktet Yuzhong. Antalet invånare är 23 339. Befolkningen består av 11 558 kvinnor och 11 781 män. Barn under 15 år utgör 21,0 %, vuxna 15-64 år 62 %, och äldre över 65 år 15,0 %.